# Presumatrina
Presumatrina, en ocasiones erróneamente denominado Praesumatrina, es un género de foraminífero bentónico de la subfamilia Sumatrininae, de la familia Neoschwagerinidae, de la superfamilia Fusulinoidea, del suborden Fusulinina y del orden Fusulinida. Su especie tipo es Doliolina schellwieni. Su rango cronoestratigráfico abarca el Murgabiense inferior (Pérmico superior).

## Discusión
Clasificaciones más recientes incluyen Presumatrina en la superfamilia Neoschwagerinoidea, y en la subclase Fusulinana de la clase Fusulinata.

## Clasificación
Presumatrina incluye a las siguientes especies:
- Presumatrina longa †
- Presumatrina uruzganensis †
- Presumatrina schellwieni †